# Ludwig Hohl
Ludwig Hohl (Netstal, cantón de Glaris, 9 de abril de 1904-Ginebra, 3 de noviembre de 1980) fue un escritor suizo germanófono.

## Trayectoria
Era hijo de Jakob Arnold, un pastor protestante, y de Anna Magdalena Zweifel. Desde muy joven eligió la literatura como ocupación. Después de haber vivido en Francia, en Viena y en los Países Bajos, se estableció en Ginebra, desde 1937 hasta su muerte; allí vivió en un sótano.
Escritor raro y exigente, Hohl casi no publicó libros, y fueron además bastante cortos. Varios escritores, como Max Frisch, Friedrich Dürrenmatt, Adolf Muschg, Peter Handke o Ferenc Rákóczy, al rendir homenaje a su obra, lograron su difusión aunque fue un autor poco conocido. Ludwig Hohl no se relacionó mucho con el mundo literario helvético.
Muchos textos fueron elaborados lentamente; así Escalada fue iniciado en 1926, pero solo lo concluyó a finales de su vida, en 1975.

## Obra
- Gedichte (1925)
- Nuancen und Details. Teil I-II (1939)
- Nuancen und Details. Teil III (1942)
- Die Notizen oder Von der unvoreiligen Versцhnung. Band 1 (1943)
- Näсhtlicher Weg (1943)
- Die Notizen oder Von der unvoreiligen Versцhnung. Band 1: Teil I-VI (1944)
- Die Notizen oder Von der unvoreiligen Versцhnung. Band 2: Teil VII-XII (1954)
- Vernunft und Gьte (1956)
- Wirklichkeiten. Prosa (1963)
- Nuancen und Details (1964)
- Dass fast alles anders ist  (1967)
- Drei alte Weiber in einem Bergdorf (1970)
- Bergfahrt (1975)
- Die Notizen oder Von der unvoreiligen Versцhnung (1981)
- Von den hereinbrechenden Rдndern. Nachnotizen. Anmerkungen (1986), dos vols.
- Und eine neue Erde (1990)
- Mut und Wahl (1992)
- Jugendtagebuch (1998)

## Traducciones
- Matices y detalles (de Nuancen und Details), DVD ED., 2008
- Escalada (Bergfahrt), Minúscula, 2008
- Camino nocturno (Nächtliger weg), Minúscula, 2010

## Premios
- "Premio Schiller" (1970)
- "Premio por el centenario Robert Walser" (1978)
- "Premio Petrarca" (1980)